# Yunus Emre Başar
Yunus Emre Başar (ur. 5 listopada 1995) – turecki zapaśnik walczący w stylu klasycznym. Brązowy medalista mistrzostw świata w 2022 roku. 
Wicemistrz Europy w 2021, 2022 i 2024; trzeci w 2023. Mistrz igrzysk śródziemnomorskich w 2018. Piąty na igrzyskach europejskich w 2019. Trzeci na wojskowych MŚ w 2024. Trzeci w Pucharze Świata w 2016 i czwarty w 2022. Mistrz Europy U-23 w 2016 i kadetów w 2012 roku.